# 三好さやか
三好 さやか（みよし さやか、1979年4月30日-）は、日本の元レースクイーン、女優、タレント。本名は中井さやか（なかい　さやか＝旧姓・三好）。

## 人物
- 家族は夫（中井昌文）と娘2人。本人のブログ（下記「外部リンク」）では娘2人の名前を公表しており、その画像も数多く登場する。
- 出産後の2011年と2013年には、東京オートサロンの会期に幕張メッセ近辺で開催される「RAYBRIGレースクイーンファン感謝祭」に娘を同行の上、OGとして登場した。特に2011年には、自身が現役当時のコスチューム姿をファンに披露するだけでなく、長女（当時1歳）に手作りの「コスチューム」を着せて[4]「レースクイーンデビュー」させ、「親子共演」となった[5][6][7]。

## 来歴
- 現役RAYBRIGレースクイーンの頃から、タレントとして写真集・DVD等をリリース。美脚ユニット「LUCKY LEGS」のメンバーにも加わった[2]。
- その一方で、映画や演劇に出演するなど、女優としても活躍した。
- 30歳の誕生日である2009年4月30日、自身のブログで結婚および長女の妊娠を公表[3]。結婚相手は、2007年に演劇「そして龍馬は殺された」で共演した中井昌文。
- 2009年12月24日には長女、2012年2月15日には次女を出産[8][9]。
- 子育てのため、現在は芸能活動を休業している。

## 主な活動

### レースクイーン
- 1999年 - 2003年：全日本GT選手権（SUPER GTの前身）RAYBRIGレースクイーン
歴代RAYBRIGレースクイーンでは、最長となる任期（5年間）であった。

### 映画
- 「希望の国」（園子温監督）
- 「奇妙なサーカス」（園子温監督）
- 「龍が如く」（三池崇史監督）
- 「探偵同盟」（三池崇史監督）

### 演劇
- 「Chance!?」（2002年9月20日〜22日、東京・天王洲スフィアメックス）
- 神田時来組公演「そして龍馬は殺された」（2007年6月14日〜18日、新宿シアターサンモール）
- 「音楽劇　赤毛のアン」（2007年東京公演）大人ダイアナ役[10]

### ラジオ
- 「gifu power countdown 30」（エフエム岐阜）パーソナリティ 2004年4月〜2007年3月

## リリース作品

### 写真集
- 「Iris」（2000年2月、リイド社）

### DVD
1. 「Pink Typhoon」（2003年1月25日、GPミュージアムソフト）
2. 「MOTTO…もっと」（2003年4月25日、ナド・エンタテインメント）
3. 「Ride on」（2003年6月、イーネット・フロンティア）
4. 「エスケープ」（2004年8月25日、インディーズメーカー）
5. 「Se-女!B」（2004年12月25日、GPミュージアムソフト）
6. 「zutto…」（2005年11月26日、ビデオメーカー）
7. 「10周年記念日」（2008年4月25日、ビデオメーカー）[11]